# جولی آلماند
جولی آلماند (انگلیسی: Julie Allemand؛ زادهٔ ۷ ژوئیهٔ ۱۹۹۶) بازیکن بسکتبال اهل بلژیک است که در پُست پوینت گارد بازی می‌کند. او یکی از ستاره‌های تیم ملی بسکتبال زنان بلژیک بوده و در رقابت‌های بین‌المللی مانند یوروبسکت و بازی‌های المپیک ۲۰۲۰ توکیو نقش مهمی ایفا کرده است. آلمان همچنین در اتحادیه ملی بسکتبال زنان (WNBA) برای تیم‌هایی مانند ایندیانا فیور و شیکاگو اسکای بازی کرده است. او به دلیل هوش بازی، مهارت در پاس‌دهی و کنترل بالا روی بازی یکی از بهترین گاردهای اروپا محسوب می‌شود.
وی در مسابقات کشوری و بین‌المللی در مجموع برندهٔ ۱ مدال طلا، ۱ مدال برنز شده است.